# Wolf Lake, Ontario
Wolf Lake är en sjö i Kanada.   Den ligger i enhetskommunen Greater Sudbury i provinsen Ontario, i den sydöstra delen av landet, 400 km väster om huvudstaden Ottawa. Wolf Lake ligger 291 meter över havet. Arean är 0,92 kvadratkilometer. Den ligger vid sjön Dewdney Lake. Den sträcker sig 1,8 kilometer i nord-sydlig riktning, och 1,3 kilometer i öst-västlig riktning.
I omgivningarna runt Wolf Lake växer i huvudsak blandskog. Trakten runt Wolf Lake är nära nog obefolkad, med mindre än två invånare per kvadratkilometer.